# Норт-Еттлборо (Массачусетс)
Норт-Еттлборо (англ. North Attleborough) — місто (англ. town) в США, в окрузі Бристоль штату Массачусетс. Населення — 30 834 особи (2020).

## Демографія
Згідно з переписом 2010 року, у місті мешкало 28 712 осіб у 10 943 домогосподарствах у складі 7585 родин. Було 11596 помешкань
Расовий склад населення:
| - 92,5 % — білих - 3,5 % — азіатів - 1,5 % — чорних або афроамериканців - 0,2 % — корінних американців |

До двох чи більше рас належало 1,5 %. Частка іспаномовних становила 2,4 % від усіх жителів.
За віковим діапазоном населення розподілялося таким чином: 25,5 % — особи молодші 18 років, 64,1 % — особи у віці 18—64 років, 10,4 % — особи у віці 65 років та старші. Медіана віку мешканця становила 39,0 року. На 100 осіб жіночої статі у місті припадало 95,1 чоловіків;  на 100 жінок у віці від 18 років та старших — 92,8 чоловіків також старших 18 років.
Середній дохід на одне домашнє господарство  становив 105 741 долар США (медіана — 87 093), а середній дохід на одну сім'ю — 126 496 доларів (медіана — 106 772). Медіана доходів становила 67 093 долари для чоловіків та 53 804 долари для жінок. За межею бідності перебувало 7,3 % осіб, у тому числі 8,8 % дітей у віці до 18 років та 8,3 % осіб у віці 65 років та старших.
Цивільне працевлаштоване населення становило 15 933 особи. Основні галузі зайнятості: освіта, охорона здоров'я та соціальна допомога — 23,8 %, роздрібна торгівля — 12,1 %, виробництво — 11,8 %.